# Chlumenské právo

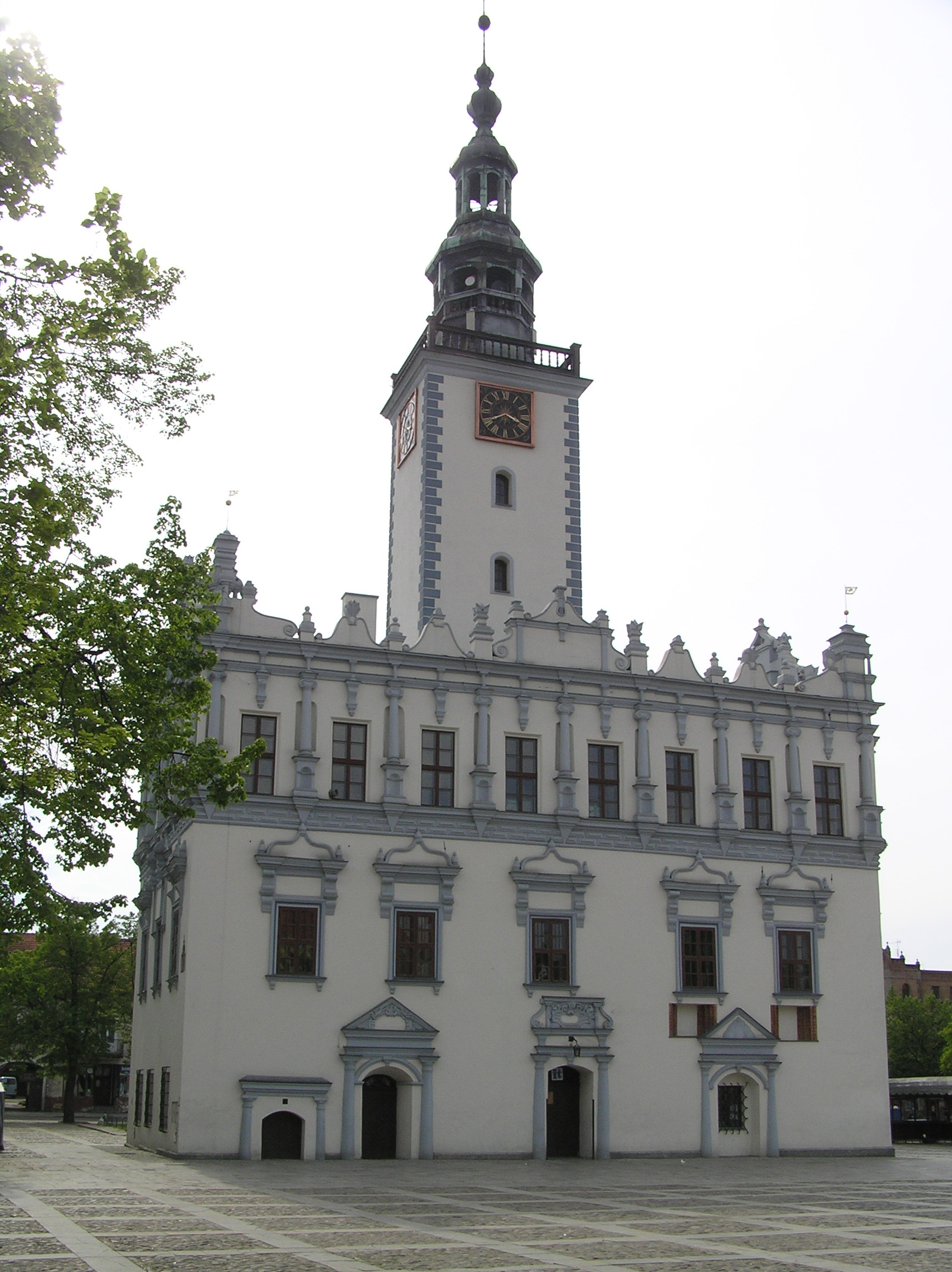
Chlumno – radnice

Chlumenské právo či Chełmnské právo (pol. Prawo chełmińskie, něm. Kulmer Recht, lat. Jus Culmense vetus) bylo variantou magdeburského práva.

## Historie
Vzniklo v Chlumně a v Toruni a bylo používáno hlavně na polském Pomoří, v Prusku, Varmii a Podlesí. Podle příkazu Kazimíra IV. bylo právo platné od roku 1476 pro všechny obyvatele Královského Pruska (také šlechtu). Nejstaršími dokumenty jsou Kulmer Handfeste od Hermanna von Salza z roku 1232 a Alte Kulm ze 14. století. Nikdy nebyla oficiálně kodifikována. Prakticky byly používány hlavně vytištěné projekty kodifikace z let 1566, 1580 a 1594.
Na Varmii v počátečním období kolonizace a na východních okrajích biskupského dominia (více ohroženého na nájezdy Litevců) byla půda dávána pruskému obyvatelstvu a byly tak zakládány „služební vsi“ na pruských právech. Obyčejně takovéto dary byly jen nevelké – několik akrů (menší než v případě činžovních vsí na chlumenských právech). Obyvatelé vsí s pruskými právy měli povinnost vojenské služby, a také platili nevelké činže (6 denárů chlumenských a plužné). Teprve za takovým ochranným pásem služební vsi s pruskými právy byla prováděna kolonizační akce, při které byly zakládány činžovní vsi s chlumenskými právy. S postupem času byl v nově založené vsi s chlumenskými právy vyznačován služební majetek na pruských právech (např. Zawidy). Vlastníci majetků s pruskými právy (pruská ves, pruský dvůr) ve varmském dominiu stanovili kmen zbrojné síly biskupa.
Na chlumenském právě jedna zbrojná služba připadala na 20-40 włók země, na pruském právě jedna zbrojná služba připadala na 2-4 włoky. Pruské právo dopouštělo dědictví pouze synům, kdežto na právech chlumenských dědily také dcery a příbuzní v pobočné linii. Pro osadníky bylo výhodnější lokování vsi na právě chlumenském (menší vojenské zatížení a větší práva dědění). V 15. a 16. století po vylidnění mnoha vsí na Varmii v období opětovné kolonizace vsí (zvláště polským obyvatelstvem z chlumenska a severního Mazovska), byly vesnice zakládány na právech magdeburských, která se lišila od práv chlumenských tím, že dopouštěla dědictví pouze v mužské linii (pokud nebyl mužský potomek, vlastnictví se vracelo v případě Varmie biskupovi).
V Prusech knížecích soudní práva chlumenská byla zrušena landrechtem v roce 1620. V Prusech královských platilo až do dělení Polska. Chlumenská práva dávala velké výhody a zajišťovala mnohé svobody, zpočátku byla mimo jiné nástrojem ke stažení německých osadníků na země řádu křižáků. Překračování těchto práv bylo jedním z hlavních důvodů vzniku Pruského spolku a jeho následném vzdání se Polsku, čím roku 1466 Polsko získalo přístup k moři.

## Města založená na chlumenských právech

### V Řádovém Prusku
- Chlumno (pl. Chełmno, něm. Culm) - 1233
- Kvidín (pl. Kwidzyn, něm. Marienwerder) - 1233
- Toruň (pl. Toruń, něm. Thorn) - 1233
- Grudenec (pl. Grudziądz, něm. Graundenz) - 1291
- Hněv (staropol. Wońsk, pl. Gniew, něm Mewe) - 1297
- Královec (pl. Królewiec, něm. Königsberg) - 1300
- Jílová (pl. Iława, něm. Deutsch Eylau) - 1305
- Lasín (pl. Łasin, něm. Lessen) - 1306
- Brodnice (pl. Brodnica, něm. Strasburg in Westpreußen, Strasburg an der Drewenz) - 1317
- Libava (pl. Lubawa, něm. Löbau in Westpreußen) - 1326
- Libavské Nové Město (pl. Nowe Miasto Lubawskie, něm. Neumark in Westpreussen) - 1325
- Morýnek (pl. Morąg, něm. Mohrungen) - 1327
- Prabuty (něm. Riesenburg) - 1330
- Resel (pl. Reszel, něm. Rößel) - 1337
- Soldava (pl. Działdowo, něm. Soldau) - 1344
- Bytov (pl. Bytów, něm. Bütow) - 1346
- Tuchola (něm. Tuchel) - 1346
- Gdaňsk (pl. Gdańsk, něm. Danzig) - 1343
- Olštýn (pl. Olsztyn, něm. Allenstein) - 1353
- Rastenburk (pl. Kętrzyn, něm. Rastenburg) - 1357
- Bílý Bor (pl. Biały Bór, něm. Baldenburg) - 1382
- Štum (pl. Sztum, něm. Stuhm) - 1416
- Klajpeda (pl. Kłajpeda, něm. Memel) - 1475

### V Mazovském knížectví
- Plock (pl. Płock) - 1237
- Varšava - cca 1300
- Mazovský Nový Dvůr (pl. Nowy Dwór Mazowiecki) - 1374
- Růžan (pl. Różan, něm. Rozan) - 1378
- Hostynín (pl. Gostynin) - 1382
- Mnišev (pl. Mniszew) - 1382
- Čersk (pl. Czersk) - 1386
- Těchanov (pl. Ciechanów) - 1400
- Lomže (pl. Łomża) - 1418
- Kolno - 1425
- Tykotín (pl. Tykocin) - 1425
- Přasnyš (pl. Przasnysz) - 1427
- Písečno (pl. Piaseczno) - 1429
- Mlava (pl. Mława) - 1429
- Mštěnov (pl. Mszczonów) - 1437
- Radimín (pl. Radzymin) - 1475
- Nezboř (pl. Niedzbórz) - 1505